# Monumento a Plácido Álvarez-Buylla
L'escultura urbana coneguda pel nom Monumento a Plácido Álvarez Buylla, ubicada a la plaça Carbayón, a la ciutat d'Oviedo, Principat d'Astúries, Espanya, és una de les més d'un centenar que adornen els carrers de l'esmentada ciutat espanyola.
El paisatge urbà d'aquesta ciutat, es veu adornat per obres escultòriques, generalment monuments commemoratius dedicats a personatges d'especial rellevància en un primer moment, i més purament artístiques des de finals del segle xx.
L'escultura, feta de bronze, és obra de Gerardo Zaragoza, i està datada 1972.
Amb el monument es va tractar d'homenatjar el doctor Plácido Álvarez Buylla Godino, fill predilecte d'Oviedo.